# 三峡建设基金
三峡工程建设基金（简称三峡基金）是中华人民共和国政府为三峡工程建设而进行的征收收入，是建设资金的重要来源之一。隐藏在电价中征收。截至2013年底，官方数据显示21年来三峡基金及国家重大水利工程建设基金共计征收2481.18亿元，与宁夏回族自治区2013年的GDP（2327亿元）相仿，相当于全中国人民每人每年为三峡工程贡献约12元。2014年3月24日，中央集中更换三峡集团一二把手的罕见举措，使得隐藏在电价里的三峡工程建设基金再次曝光。

## 概况
1992年，全国人民代表大会通过三峡工程议案。中国国务院决定，全国用电加价3厘钱/千瓦时与葛洲坝电厂上交利润作为三峡基金，专项用于工程建设。当年12月30日，中华人民共和国财政部专设立政府性基金，在三峡工程建设阶段时，官方告诉民众，“三峡电力将可照亮半个中国”，建后将享便宜电价。媒体报道，20多年来，三峡工程结束，降电价承诺搁置，三峡集团利润攀升，全国人民交给三峡工程的钱累计超过5000亿元。1993年成立的国务院三峡工程建设委员会，是使用单位
2009年10月12日，北京市民任星辉向财政部提出信息公开要求三峡基金收支情况，财政部除表示“三峡基金”2008年的收支数据已公开外，对任星辉申请公开的其他政府信息答复称：根据您提交的申请材料，您所需申请获取的其他信息与您本人生产、生活、科研等特殊需要并无直接关联。对于您申请获取的其他信息本机关不予提供。以“追问三峡基金”为题，《瞭望》新闻周刊报道了任星辉所遇到信息公开难题，且以函件形式，向财政部、三峡集团提出采访请求。财政部告知不接受采访；三峡集团答复：“三峡基金是纳入国家财政预算的专项基金，三峡集团仅是三峡基金的使用单位之一，所以不便就您的问题接受采访。”
2010年3月26日，财政部网站公开的数据，该项基金2010年预算收入为10亿元，支出为44.9亿元，分别仅为上年执行数的5.1%和22.5%。自2010年1月1日起，基金名义上停止征收。相关征收收入转为国家重大水利工程建设基金。同年6月23日，国家审计署首度公开基金使用情况，显示国务院三峡工程建设委员会违规使用1.2亿元的基金。2012年的报道称，中国政府从未公开基金的完整数额